# Necyria enyo
Necyria enyo är en fjärilsart som beskrevs av Adalbert Seitz 1913. Necyria enyo ingår i släktet Necyria och familjen Riodinidae. Inga underarter finns listade i Catalogue of Life.